# Chim sâu dải đỏ
Chim sâu dải đỏ (danh pháp hai phần: Dicaeum eximium) là một loài chim lá thuộc chi Dicaeum trong họ Chim sâu. Nó là loài đặc hữu của Papua New Guinea. Môi trường sinh sống tự nhiên của nó là rừng đất thấp nhiệt đới và cận nhiệt đới.